# Balša II.

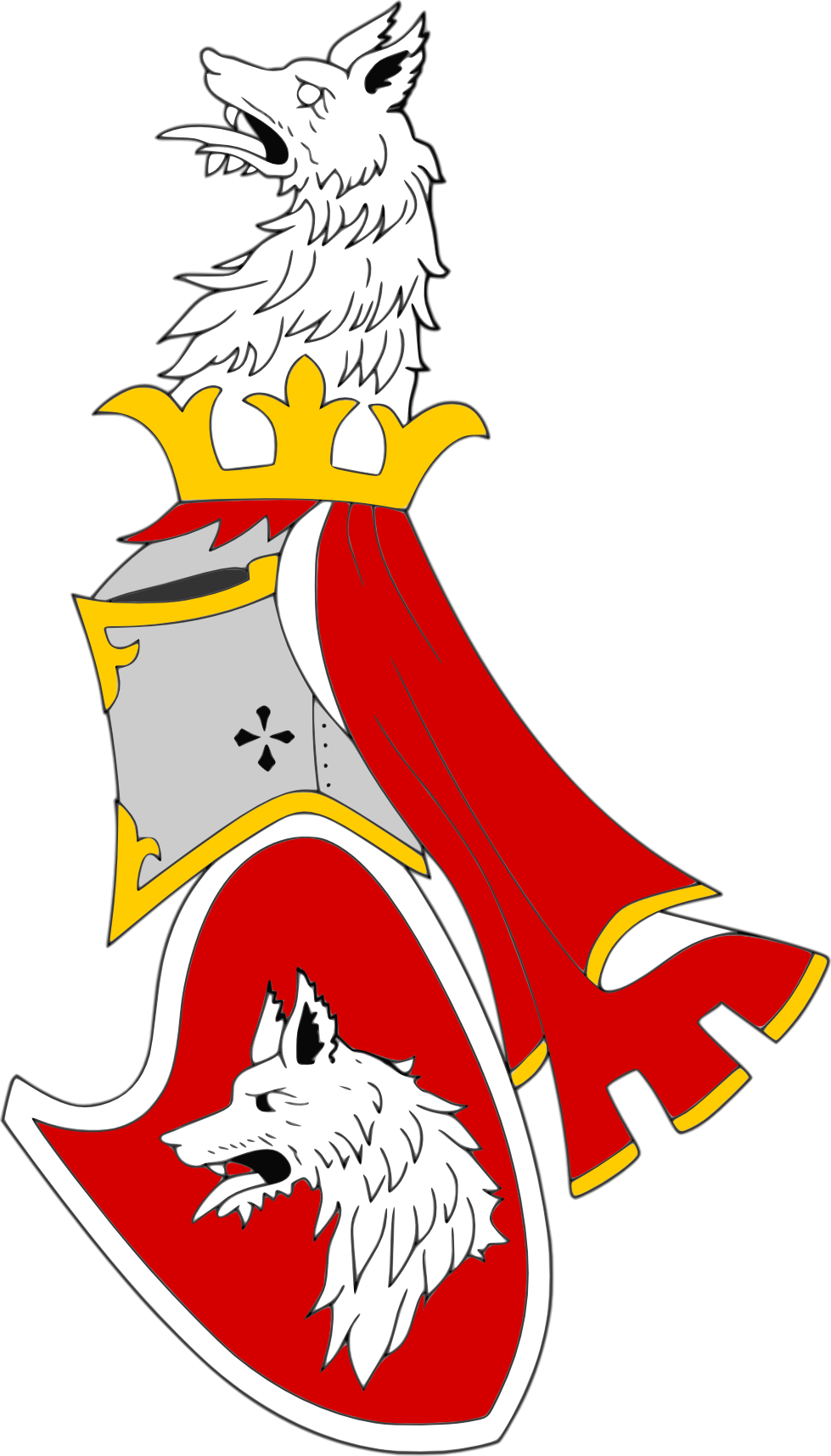
Wappen der Balšić

Balša II. (albanisch Ballsha II.; † 18. September 1385 in  der Schlacht von Savra) war ein Fürst aus dem Adelsgeschlecht Balšić.

## Herkunft

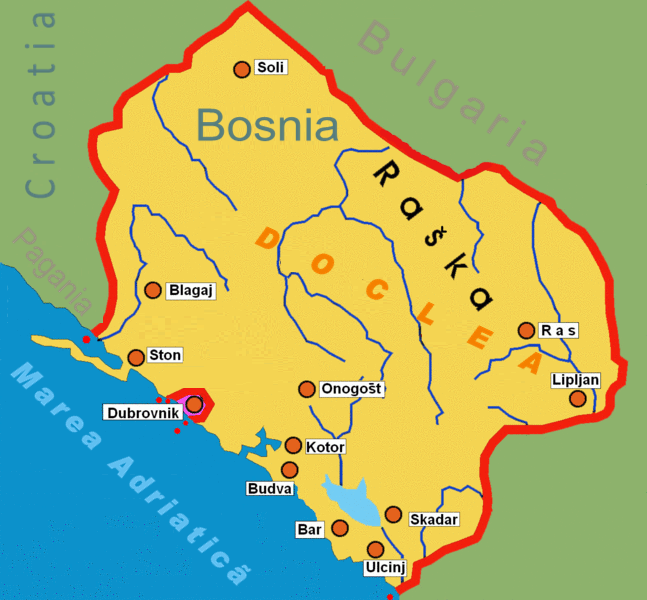
Das Königreich Dioklitien unter Konstantin Bodin

Über die Herkunft der Familie ist wenig bekannt, so dass es darüber verschiedene Ansichten gibt.
Nach Aussage der Balšić selbst wäre ihre Herkunft mit der der Nemaniden verbunden.
Laut Giuseppe (Priestermönch aus dem Kloster Tronoša) stammten die Balšić in Frauenlinie von den Nemaniden ab und zwar von Vukan Nemanjić, dem König von Dioklitien. Diese Behauptung wird auch durch die Äußerung von Đurađ II. Balšić bestätigt, der in einer Urkunde vom 27. Januar 1386 die Erinnerung an seine verehrten Vorfahren Simeon Nemanja und Sava wachruft.

„[...] молитвама и мољењима светих мојих прародитеља Симеона Немање, првога мироточца српскога и светитеља Саве [...]“

Gemäß dem ragusanischen Geschichtsschreiber Mavro Orbini (1601) stammten die Balšić von Balsa, einem „sehr armen Herr von Zenta“ ab, der zu Lebzeiten des serbischen Kaisers Stefan Uroš IV. Dušan nur einen kleinen Weiler besaß.

Ungefähres Aussehen des Emblems auf dem Dinar von Đurađ I. Balšić

Wappen der Herren von Les Baux

Laut dem französischen Historiker Charles du Fresne (1680) seien die Balšići französischer Abstammung, da sie das Wappen der aus der Provence kommenden Les Baux hätten: ein goldener Stern in einem roten Feld. Sie wären mit Karl I., König von Sizilien (1266–1282) nach Italien gekommen, wo sie den Nachnamen Del Balzo angenommen hätten. So hätten sie mit den Anjou die  Adria überkehrt als diese 1272 „nach Dalmatien vordrangen und Durazzo und andere benachbarte Städte eroberten“ und Karl I. das Regnum Albaniae proklamierte.
Von Professor Giuseppe Gelcich aus Ragusa (1899) erfährt man, dass die „Balša, die andere auch Baoša, Balsich und Bolšié nennen, bereits 1304 zu Zeiten von Stefan Uroš II. Milutin als Magnaten des serbischen Hofes verzeichnet wurden als Matteo, Botschafter der Königin aus Bar [wahrscheinlich Simonida], sich in Ragusa aufhielt“.
„Als Ahnherr der Balša erscheint Balša I., wohl ein Feldherr von Dusan's und der identisch mit jenem Balsa Barinič Bivolitschič den Stefan Uroš V. 1357 neben Triphon Bua zum Herrn von Meleda ernannte.“ (1868)
Während der deutsche Historiker Edgar Hösch die Balšići als einheimische albanische Familie erwähnt, die nach 1355 politische Macht erlangten, war diese Familie laut dem deutschen Historiker Peter Bartl „wahrscheinlich serbischer Herkunft“. Der englische Historiker und Akademiker Noel Malcolm betrachtet die Balšići albanischer Abstammung, kulturell aber stark „serbisiert“.
Der deutsche Linguist Gustav Weigand geht von einer Mischung albanisch-aromunischer Herkunft aus, nachdem er den Nachnamen auf einer Liste alter albanischer Namen in Rumänien gefunden hatte, während Noel Malcolm eine albanisch-slawischen Vermischung der Familie erwähnt. Dies entspricht der Darstellung bei Oliver Jens Schmitt:

„Bald aber kristallisierte sich die überragende Stellung der Balsha heraus, die aus dunklen Anfängen die Kontrolle über die konfessionelle und ethnische Symbiosezone der Zeta errangen. Sie selbst waren ein Produkt dieses Verschmelzens von albanischen mit slawischen und romanischen Elementen, und eben deshalb lässt sich ihre ethnische Herkunft von der modernen Wissenschaft kaum bestimmen. Es ist müssig über eine ethnische albanische, serbische oder wlachische Herkunft zu spekulieren, wenn das Ergebnis mehr heutigen Interessen als dem Verständnis des nordalbanischen Kulturraums dient.“

Während Ivan Stepanovich Yastrebov (1839–1894), russischer Konsul in Shkodra und Prizren, den Namen mit der antiken römischen Stadt Balec verband, das nahe dem heutigen Shkodra lag, spricht Robert Elsie von einer „vermutlich slawischen Abstammung“.

## Leben

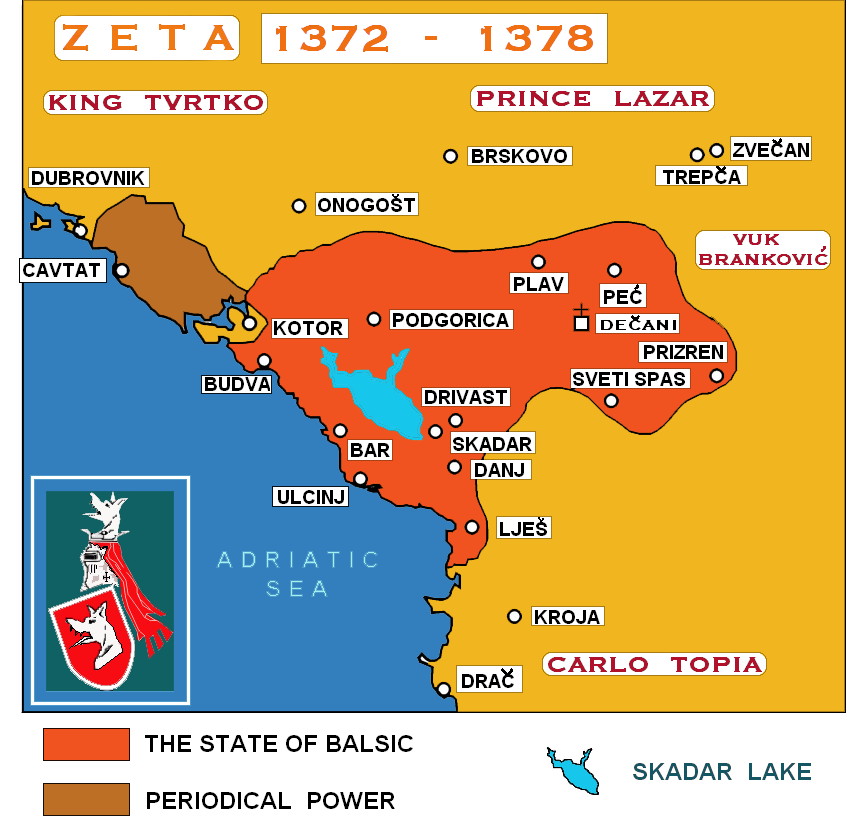
Zeta von 1372–1378

Nach dem Tod seines Vaters Balša I., dem Herrn von Zeta, im Jahr 1362 herrschte er gemeinsam mit seinen Brüdern Stracimir und Đurađ I. (zu dt. Georg) über Shkodra (im heutigen Nordalbanien), Bar, Kotor und Ulcinj (im heutigen Montenegro), Trau und Šibenik (im heutigen Kroatien).
Nach dem Tod seines Bruders Đurađ im Jahr 1378 wurde er Alleinherrscher über den Familienbesitz, indem er seinen Neffen Đurađ II. Balšić, der eigentlich Miterbe war, einkerkern ließ. In der Zeta schlug Balša II. einen Aufstand verschiedener Adliger nieder. Die Adelsfamilien Muzaka und Dukagjin in Albanien machte er zu seinen Vasallen.
Seit 1382 führte Balša II. Krieg gegen seinen Schwager Karl Thopia, dem er 1385 (in anderen Quellen: 1383) die wichtige Hafenstadt Durrës entreißen konnte, was den Höhepunkt der Balšić darstellte. Balša schmückte sich mit dem Titel Dux Dyrrachii. Es schien, als könnte er sich zum alleinigen Herren eines Fürstentums aufschwingen, das von Montenegro bis nach Himara im Süden des heutigen Albaniens reichte. Der aus seinem Besitz vertriebene Karl Thopia rief im Verein mit einigen anderen kleineren Herren, die sich durch die Expansion der Balšić bedroht fühlten, die Osmanen zu Hilfe, die in Schlacht von Savra in der Myzeqe an der Vjosa am 18. September 1385 Balša II. schlugen, der in der Schlacht den Tod fand. Nach Mavro Orbini schlugen die Osmanen dem Balša II. den Kopf ab und brachten ihn zu Chaireddin.
Das Fürstentum Zeta wurde unter der Witwe Comita Muzaka (Schwester von Theodor II. Muzaka) und dem aus der Gefangenschaft entflohenen Đurađ II. aufgeteilt. Comita regierte über Vlora, Kanina, Himara und Berat im Süden, während die Zeta und die Region um  Skadar an Đurađ II. fielen (1385–1403). Comita Muzaka regierte von Berat aus bis zu ihrem Tod im Jahr 1396. Ihre Tochter Ruđina Balšić, Herzogin von Vlora, Kanina, Himara und Berat konnte das Gebiet bis 1417 halten, als es von den Osmanen erobert wurde und sie nach Korfu flüchten musste.

## Nachkommen
Balša II. hatte mit Comita Muzaka († 1396) eine Tochter Ruđina († nach 1421), die 1391 Mrkša Žarković († 1414) heiratete.